# Famille Mora
Pour les articles homonymes, voir Mora.
 (août 2024).
La famille Mora est une famille patricienne de Venise, originaire de Suisse.

## Historique
La famille Mora est originaire de Suisse, mais migre de Vicence. La première branche est agrégée à la noblesse en 1665 lors de la guerre de Candie, la deuxième en 1694 par la voie de la même taxe de guerre.

## Armes
Les armes des Mora sont écartelées:

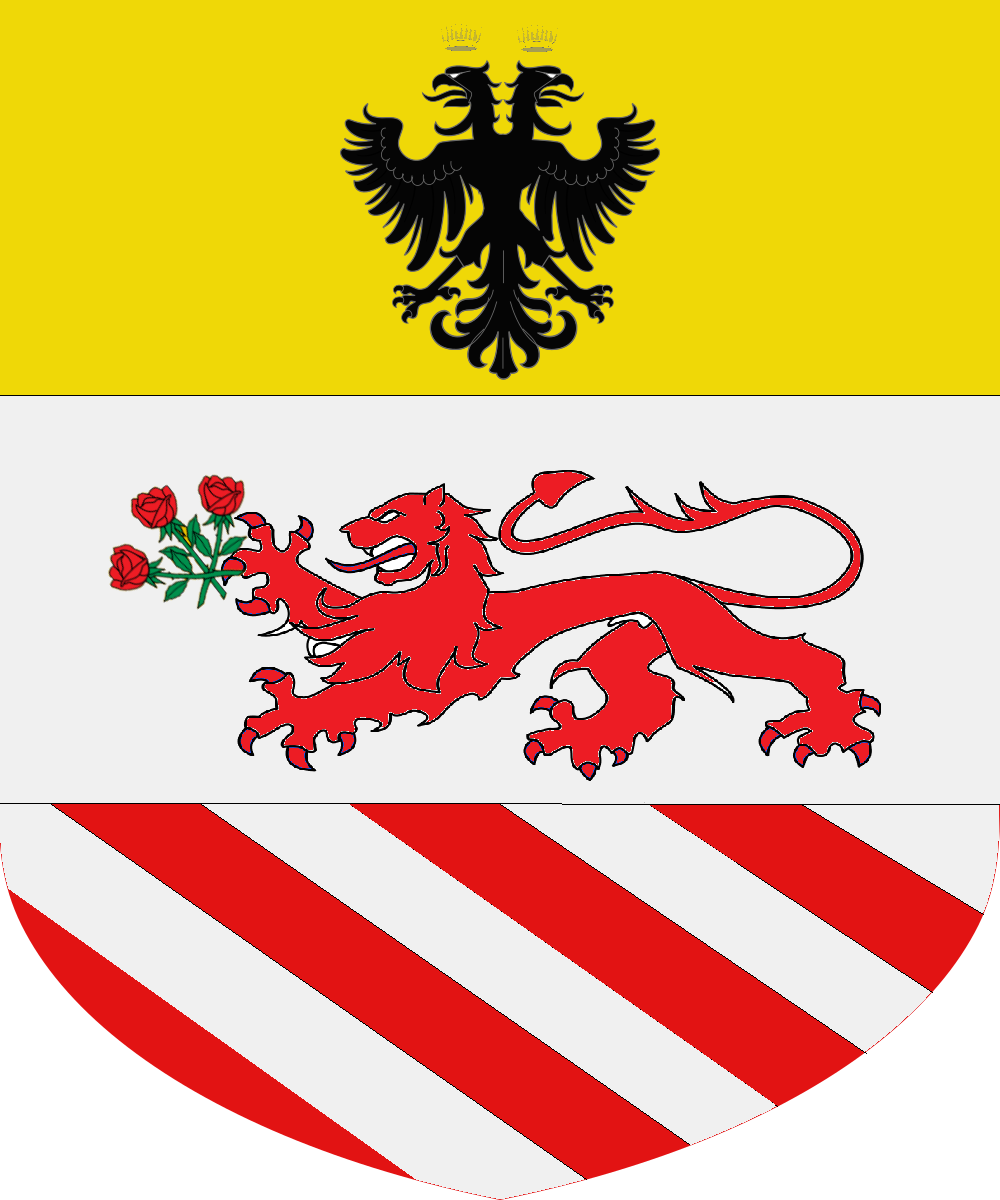
armes des Mora

- au 1er d'argent avec un lion de gueules contourné et présentant trois fleurs de même;
- au 2e d'Empire, savoir d'or à l'Aigle bicéphale de sable;
- au 3e de gueules avec deux épées d'or passées en sautoir les pointes en bas et accompagnées de quatre molettes de même;
- au 4e d'argent à trois bandes de gueules.

D'autres armes sont tiercé en fasce au 1 d'or à l'aigle bicéphale de sable chaque tête couronnée du champ au 2 d'argent au lion léopardé de gueules tenant de sa patte dextre trois roses du même au 3 bandé de gueules et d'argent.